# Milford (Wiltshire)
Milford – osada w Anglii, w Wiltshire, w dystrykcie (unitary authority) Wiltshire. Leży 1,6 km od miasta Salisbury, 41,3 km od miasta Trowbridge i 127,4 km od Londynu. W 1891 roku civil parish liczyła 3989 mieszkańców. Milford jest wspomniane w Domesday Book (1086) jako Meleford.